# Antiochus van Ascalon
Antiochus van Askalon (Oudgrieks: Άντίοχος ὁ Ἀσκαλώνιος) was een Grieks filosoof uit het laatste deel van de 2e en het begin van de 1e eeuw v.Chr. 

## Leven en Leer
Hij maakte deel uit van de platoonse Akademie in Athene tijdens de sceptische fase, meer bepaald de zogenaamde 'vijfde academie'. Hij was een leerling van de scepticus Philo van Larissa - de toenmalige leider van de Akademie - en de stoïcijnse filosoof Mnesarchus. In zijn eigen leer probeerde hij de leer van beide te verzoenen en meende op die manier terug te keren naar de meer oorspronkelijke leer van de oude Akademie. Tegen het scepticisme van Philo stelde hij dat het intellect op zichzelf een voldoende waarborg kon zijn voor ware kennis, tegen Mnesarchus bracht hij in dat hoewel geluk de meest primaire deugd was, ze toch afhankelijk was van externe factoren. In zijn geheel was de leer van Antiochus een eclecticisme van een stoïcijnse epistemologie en een ethiek die opgebouwd was uit elementen ontleend aan de stoa, het platonisme en de Peripatetische School van Aristoteles. 
Later in zijn leven nam hij radicaal afstand van het scepticisme. Omwille van de politieke instabiliteit in Athene verhuisde hij in die tijd ook naar Alexandrië en Rome. 

## Werken
Hij schreef een epistemologisch werk, getiteld Canonice en een andere epistemologisch werk, vermoedelijk een dialoog, getiteld Sosus. Daarnaast zou hij naar verluidt ook een boek geschreven hebben over de goden.
Al het eigen werk van Antiochus is verloren gegaan. Informatie over zijn leer werd wel overgedragen in de geschriften van Cicero, die onder hem studeerde, en Sextus Empiricus, die aandacht aan hem besteedt in zijn Principes van het pyrronisme. 